# Z Coronae Borealis
Z Coronae Borealis är en pulserande variabel av Mira Ceti-typ i stjärnbilden Norra kronan. 
Stjärnan har magnitud +8,8 och når i förmörkelsefasen ner till +15,5 med en period på 250,68 dygn. 